# Bongo (Antilope)
Der Bongo (Tragelaphus eurycerus, Synonyme: Boocercus euryceros, Taurotragus eurycerus) ist eine afrikanische Antilopenart. Von seinen nächsten Verwandten, den Kleinen Kudus (Ammelaphus), den Großen Kudus (Strepsiceros), der Nyala-Antilope (Nyala angasii) sowie der Sitatunga (Tragelaphus spekii) und den Buschböcken bzw. Schirrantilopen unterscheidet er sich am auffälligsten dadurch, dass bei ihm auch die Weibchen Hörner tragen. Wegen dieses Umstands wird er gelegentlich einer eigenen Gattung Boocercus zugeordnet. Auch eine nähere Verwandtschaft mit den Elenantilopen (Taurotragus) ist möglich, dafür sprechen die horntragenden Weibchen, die ähnliche Schwanzform und das Fehlen von Leistendrüsen.

## Merkmale

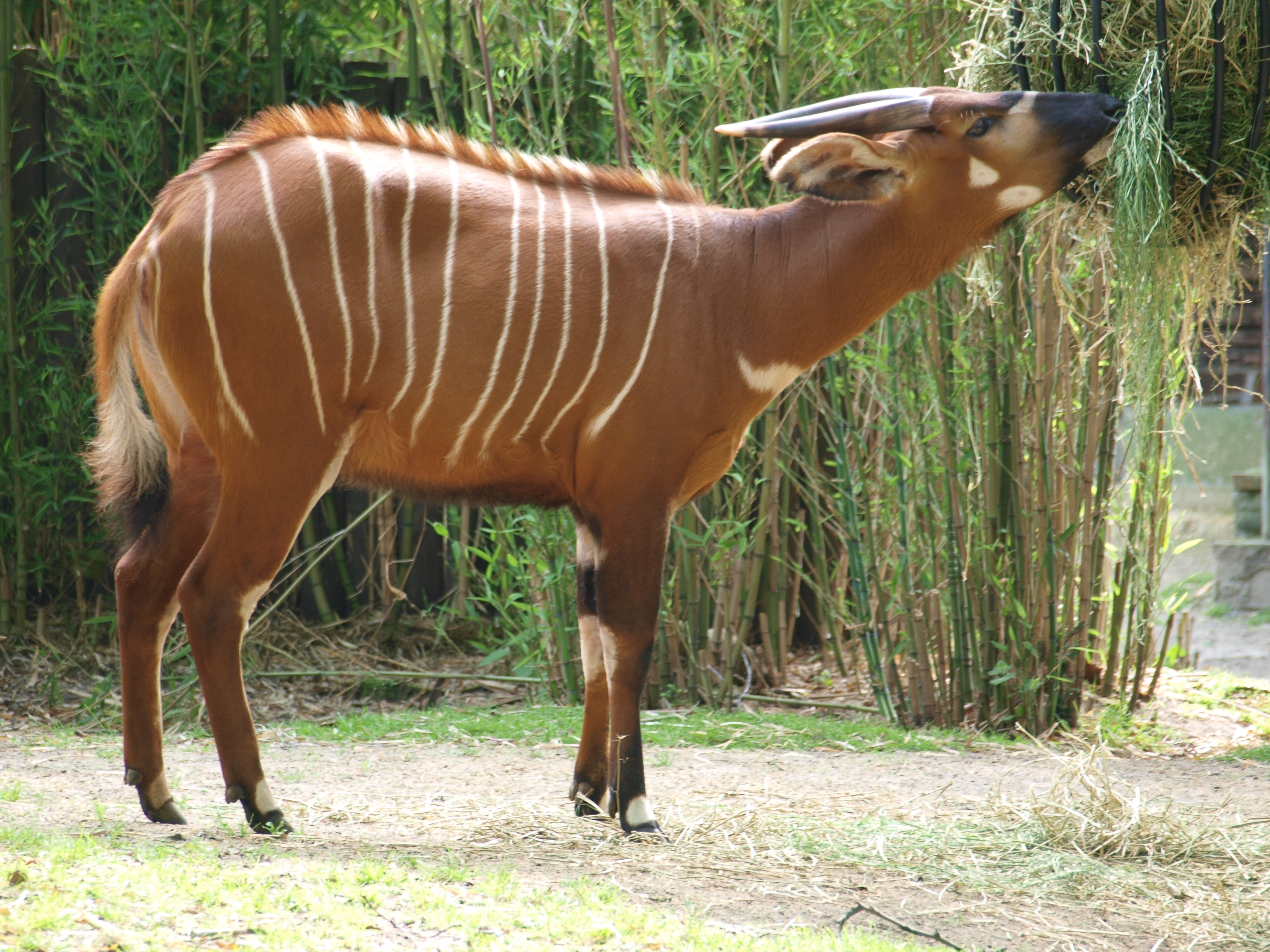
Seitliche Ansicht (Zoo Frankfurt)

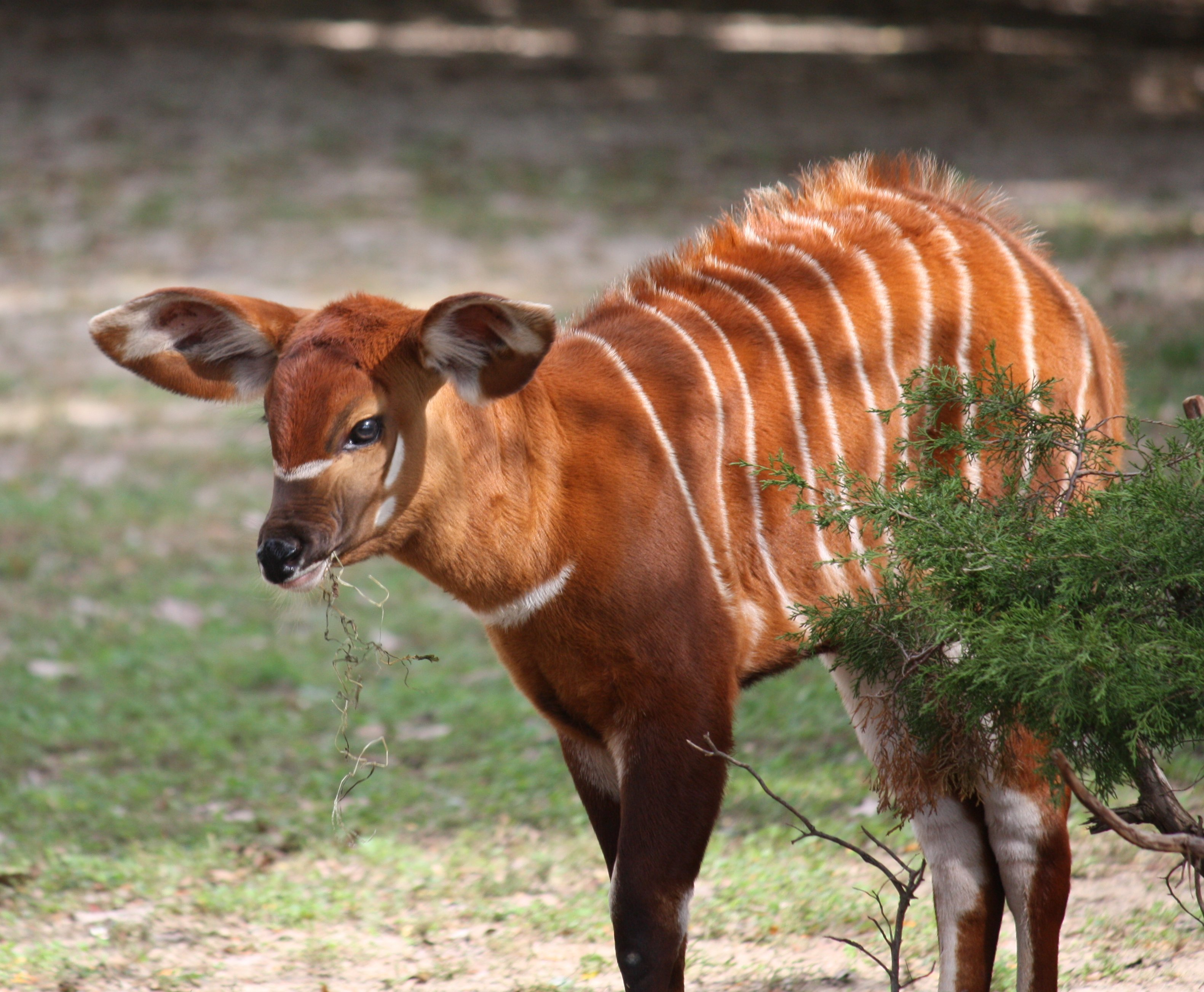
Bongo, Jungtier

Die Schulterhöhe des Bongos beträgt 1,25 Meter. Die Männchen sind mit einem Gewicht bis zu 280 kg erheblich schwerer als die Weibchen, die bis zu 253 kg wiegen können.
Beide Geschlechter tragen ein leierförmig gewundenes Gehörn, das bis zu 100 cm lang wird. Die Hörner der weiblichen Tiere sind dünner und schmaler und laufen enger zusammen als die der Bullen. Das leuchtend rot- bis kastanienbraune Haarkleid ist auf beiden Körperseiten mit 10 bis 16 schmalen, weißen Streifen markiert. Bullen sind kräftiger gefärbt als die Bongokühe. Mit zunehmendem Alter wird das Haarkleid dunkler. Die Streifen beginnen in der Rückenmähne und reichen bis zum Bauch/zu den Keulen. Die Bauchseite ist dunkler, und die Vorderläufe und der Kopf tragen eine auffällige schwarzweiße Musterung.

## Synonyme
Bongos haben eine wechselvolle zoologisch-systematische Zuordnung: als Boocercus euryceros findet man sie in der älteren Fachliteratur. Heute wird sie als Taurotragus eurycerus zu den Elenantilopen gestellt, oder man findet sie als Tragelaphus eurycerus (oder euryceros) den Drehhörnern (Tragelaphus) zugeordnet.

## Lebensweise
Der Bongo lebt in dichten Wäldern, manchmal sogar im Bambusdickicht. Hier ist der Bongo zwar tagaktiv, lebt aber so verborgen im dichtesten Gebüsch, dass man ihn kaum jemals zu Gesicht bekommt. Der Bongo ernährt sich außer vom Laub von verschiedenen anderen Pflanzen.
Die Männchen sind Einzelgänger, die Weibchen leben mit den Nachkommen in Verbänden von etwa fünf bis zwanzig Tieren. In Zoos kann man die Tiere in größeren Gruppen mit einem adulten Bullen halten. Auf die Schreckhaftigkeit der Tiere muss unbedingt Rücksicht genommen werden.

## Fortpflanzung
Ein einzelnes Junges wird nach einer Tragzeit von 282 bis 291 Tagen geboren. In zoologischen Gärten wurden bis 1997 1.090 Bongokälber geboren (Aufzuchtquote 80 %, steigende Tendenz). Bei nur sechs dieser Geburten handelte es sich um Mehrlingsgeburten (fünf Zwillingsgeburten und eine Drillingsgeburt). Das Geburtsgewicht beträgt 17–27 kg, Bullkälber sind meistens schwerer als Kuhkälber; männliche Zwillinge wogen knapp 20 kg (Zoo Wuppertal 1999). Neugeborene Bongos haben eine Schulterhöhe von 70 cm. Die Kopf-Rumpf-Länge wurde mit rund 90 cm gemessen. Bongogeburten finden das ganze Jahr über statt, es gibt keine feste Wurfzeit.
Im Alter von knapp zwei Jahren werden Bongos geschlechtsreif, die Mehrzahl der in Zoos geborenen Bongokühe bekam ihr erstes Kalb im dritten Lebensjahr. Die Fruchtbarkeit hält bis ins hohe Alter an, mehrere Bongokühe züchteten noch im Alter von 17 Jahren. Bongokühe kommen alle drei Wochen für etwa drei Tage in Hitze. Der Östrus ist aber auch für erfahrene Tierpfleger schwer zu erkennen, Anhaltspunkt kann das Verhalten des Bongobullen sein. Mehrere Paarungen am Tag sind möglich.
Bongos sind keine besonders langlebigen Tiere, nur wenige in Zoos gehaltene Bongos wurden 15 Jahre oder älter. Der Altersrekord (Bongokuh) liegt bei knapp 21 Jahren, der langlebigste Zoo-Bongobulle wurde mindestens 16 Jahre alt (Stand 1997).

## Unterarten, Verbreitung und Gefährdung

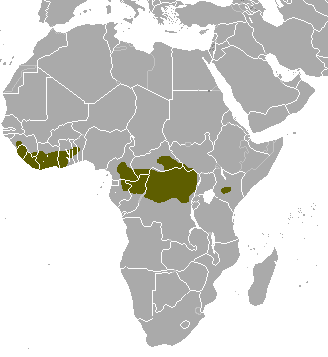
Verbreitungsgebiet des Bongos

Man unterscheidet zwei Unterarten, den Westlichen Bongo (Tragelaphus eurycerus eurycerus) und den Östlichen Bongo oder Kenia-Bongo (Tragelaphus eurycerus isaaci (Thomas, 1902)). Der Westliche Bongo in den großen Regenwäldern West- und Zentralafrikas gilt noch als relativ häufig (obwohl auch seine Bestände infolge der Waldzerstörung zurückgehen) und wird von der International Union for Conservation of Nature and Natural Resources (IUCN) als potenziell gefährdet eingestuft (near threatened). Der Östliche Bongo lebt nur in kleinen Waldgebieten Kenias und gilt als vom Aussterben bedroht (critically endangered).
In Uganda gilt der Kenia-Bongo seit 1913 als ausgestorben und ist damit ein Endemit der Bergwälder Kenias. Etwa 100 Tiere leben hauptsächlich im Aberdare-Gebiet, des Weiteren im Mount-Kenya-Massiv, im Mau-Wald und im Eburu-Wald.

## Bongos in Zoos
Seit den 1920er Jahren gelangten Bongos als Einzeltiere in Zoologische Gärten (Zoo Paris, London Zoo, Zoo Rom, Bronx Zoo New York, Zoo Cleveland, Zoo Antwerpen, Zoo Omaha). Die erste Bongogeburt in Menschenobhut erfolgte 1936 auf einem Schiff auf dem Seeweg von Kenia nach London von einer trächtig gefangenen Bongokuh. Das erste in Menschenobhut gezeugte und geborene Bongokalb kam 1971 im Zoo Washington D.C. zur Welt. Seit 1968 wuchsen durch die Bongoimporte aus Kenia die Bestände in Zoologischen Gärten mit regelmäßigen Zuchterfolgen rasch an. Die europäische Erstzucht (tragend importierte Bongokuh) gelang im Zoo Antwerpen 1972, das erste in Europa gezeugte Bongokalb kam 1973 im Frankfurter Zoo zur Welt. Mittlerweile sind Bongos „häufige“ Zootiere. 1977 gab es 73 in Zoos gehaltene Bongos, 1987 bereits 213. Im Jahr 2008 registrierte die Zoo-Datenbank ISIS 490 weltweit in wissenschaftlich geleiteten zoologischen Gärten gehaltene Bongos, davon 232 in Europa. Es ist sehr wahrscheinlich, dass es heute in den Zoos mehr Bongos gibt als in Kenia. Bereits 1991 waren nur noch 5 Prozent der in Zoos lebenden Bongos Wildfänge.
Für den Östlichen Bongo (Tragelaphus euryceros isaacii) besteht ein Zuchtbuch im Rahmen des Europäischen Erhaltungszuchtprogramms. EEP-Koordinator ist Jake Veasey im Woburn Safari Park in Woburn in (Bedfordshire).